# Bataille d'Adairsville
Guerre de Sécession
Batailles
Campagne d'Atlanta
- Rocky Face Ridge
- Resaca
- Adairsville
- New Hope Church
- Pickett's Mill
- Dallas
- Kolb's Farm
- Kennesaw Mountain
- Marietta
- Noonday Creek
- Pace's Ferry
- Peachtree Creek
- Atlanta
- Ezra Church
- Brown's Mill
- Utoy Creek
- Dalton
- Lovejoy's Station
- Jonesborough

La bataille d'Adairsville fait partie de la campagne d'Atlanta durant la guerre de Sécession. Elle se déroule le 7 mai 1864 au nord-est de la ville de Rome en Géorgie.
Cette action de retardement des forces sudistes permettra au général Joseph E. Johnston de mettre en place un piège dans lequel il espère faire tomber les forces de l'Union près de Cassville.

## La situation militaire

Carte de la campagne d'Atlanta dans laquelle s'inscrit la bataille d'Adairsville.
sudistes
nordistes

Après la bataille de Resaca, livrée du 13 au 15 mai 1864, le général sudiste Johnston replie son armée vers le sud, suivi par les forces du major général Sherman. Ne trouvant pas de position défensive favorable au sud de Calhoun, Johnston retraite jusqu'à Adairsville, pendant que sa cavalerie s'affaire avec efficacité à retarder l'avance nordiste vers Atlanta.

## Forces en présence

### Nordistes
Elles sont sous le commandement du général Sherman.

### Sudistes
Elles sont sous le commandement du général Joseph E. Johnston.

## Bataille
L'action se situe à 3 kilomètres au nord d'Adairsville. Le 4e corps, nordiste, d'Howard, se heurte aux unités du corps sudiste de William Joseph Hardee. Ces dernières, retranchées, infligent de lourdes pertes aux troupes fédérales, en particulier à la brigade de Arthur MacArthur Jr, les 44e Illinois et 24e Wisconsin.
La tombée de la nuit empêche un assaut général des trois divisions de Howard.
Dans la nuit du 17 au 18 mai, l'armée sudiste se retire. Comme il existe deux routes partant d'Adairsville, au sud vers Kingston, au sud-est vers Cassville, Johnston prend cette dernière route, laissant Hardee attirer ses adversaires vers Kingston.

## Les conséquences
Sherman réagit exactement comme Johnston l'avait espéré. Il divise ses forces pour suivre ce qu'il pense être le gros des forces sudistes vers Kingston, laissant le seul corps de Schofield prendre la route de Cassville.

## Sources
- (en) Cet article est partiellement ou en totalité issu de l’article de Wikipédia en anglais intitulé « battle of Adairsville » (voir la liste des auteurs).